# Rhamdella cainguae
Rhamdella cainguae es una especie de peces de la familia Heptapteridae en el orden de los Siluriformes.

## Morfología
• Los machos pueden llegar alcanzar los 15,8 cm de longitud total.

## Hábitat
Es un pez de agua dulce.

## Distribución geográfica
Se encuentran en Sudamérica: Arroyo Cuña-Piru (cuenca del río Paraná, Argentina ).